# Isodontia
Isodontia ist eine Grabwespengattung aus der Familie Sphecidae. Das Taxon wurde 1880 von dem US-amerikanischen Entomologen William Hampton Patton (1853–1918) eingeführt. Typusart ist Sphex philadelphica Lepeletier de Saint Fargeau, 1845. Im Englischen werden die Grabwespen der Gattung auch als „Grass-carrying Wasps“ bezeichnet, ins Deutsche übersetzt in etwa „Grastragende Wespen“.   

## Merkmale
Bei den Grabwespen der Gattung handelt es sich um mittelgroße meist dunkel gefärbte Vertreter der Familie Sphecidae. Die Grabwespen haben meist verdunkelte Flügel sowie einen langen, dünnen Petiolus (Stielchenglied).

## Lebensweise
Die Isodontia-Weibchen legen ihre Nester in hohlen Pflanzenstängeln wie Schilfrohr an. Die Brutzellen werden mit Larvenproviant befüllt. Dieser besteht aus erbeuteten (gelähmten) Heuschrecken. Anschließend wird ein Ei in der Brutzelle abgelegt. Als Material zum Verschließen der Brutzellen sammeln die Grabwespen Gras- und Heuhalme. Eine Ausnahme innerhalb der Gattung bilden die Weibchen von I. pelopoeiformis und I. simoni, die Pflanzenfasern, Erdklumpen und ähnliche Materialien verwenden.

## Innere Systematik
Die Gattung Isodontia umfasst 62 beschriebene Arten weltweit. In Europa ist sie mit 3 oder 4 Arten vertreten.

### Arten in Europa
In Europa kommen gegenwärtig drei Arten vor (Stand 2025). Für eine vierte Art gibt es einen ersten Nachweis. Die Grabwespen der vier Arten lassen sich gewöhnlich anhand der Färbung trennen.
- Stahlblauer Grillenjäger (Isodontia mexicana) – eine in den 1960er Jahren eingeschleppte Art, in Süd- und Mitteleuropa
- Isodontia nigella – erster Nachweis in Europa 2021 von der Halbinsel Krim[4]
- Isodontia paludosa – auf den Süden Europas beschränkt
- Isodontia splendidula – auf den Süden Europas beschränkt

### Auflistung der beschriebenen Arten
Im Folgenden eine Liste der beschriebenen Arten mit deren Verbreitungsgebiet (GBIF, Stand 2025):
- Isodontia albata Hensen, 1991 – Australien
- Isodontia alvarengai Fritz, 1983 – Neotropis (Brasilien, Ecuador)
- Isodontia apicalis (F. Smith, 1856) – Nearktis
- Isodontia apicata (Bingham, 1897) – Indien
- Isodontia aurifrons (F. Smith, 1859) – Südostasien, Java, Molukken
- Isodontia auripes (Fernald, 1906) – Nearktis
- Isodontia auripygata (Strand, 1913) – Taiwan
- Isodontia azteca (de Saussure, 1867) – Mexiko
- Isodontia bastiniana Richards, 1937 – Neotropis (Französisch-Guayana)
- Isodontia boninensis (Tsuneki, 1973) – Japan (Bonin-Inseln)
- Isodontia bruneri (Fernald, 1943) – Kuba
- Isodontia capillata Hensen, 1991 – Indonesien
- Isodontia cellicula Li & Yang, 1996 – China (Guangxi)
- Isodontia cestra Hensen, 1991 – Indonesien (Sulawesi)
- Isodontia chrysorrhoea (Kohl, 1890) – Südostasien (Borneo, Sumatra, Vietnam)
- Isodontia costipennis (Spinola, 1851) – Brasilien, Französisch-Guayana
- Isodontia cyanipennis (Fabricius, 1793) – Neotropis (Süd- und Mittelamerika)
- Isodontia delicata Hensen, 1991 – Irian Jaya (Neuguinea)
- Isodontia diodon (Kohl, 1890) – Südostasien
- Isodontia dolosa (Kohl, 1895) – Französisch-Guayana
- Isodontia edax (Bingham, 1897) – Orientalis (Indien, Südchina)
- Isodontia egens (Kohl, 1898) – Neubritannien
- Isodontia elegans (F. Smith, 1856) – Nearktis
- Isodontia elsei Hensen, 1991 – Indonesien (Sulawesi)
- Isodontia exornata Fernald, 1903 – Nearktis
- Isodontia formosicola (Strand, 1913) – Taiwan
- Isodontia franzi (Cameron, 1902) – Borneo
- Isodontia fuscipennis (Fabricius, 1804) – Neotropis (Südamerika, Mexiko)
- Isodontia guaranitica Willink, 1951 – Argentinien
- Isodontia harmandi (Pérez, 1905) – Japan, Korea
- Isodontia immaculata Hensen, 1991 – Neuirland
- Isodontia jaculator (F. Smith, 1860) – Bacan (Molukken)
- Isodontia laevipes (W. Fox, 1897) – Brasilien
- Isodontia leonina (de Saussure, 1890) – Madagaskar
- Isodontia longiventris (de Saussure, 1867) – Afrotropis
- Isodontia maidli (Yasumatsu, 1938) – Japan
- Isodontia mexicana (de Saussure, 1867) – Nearktis, Hawaii, Mittel- und Südeuropa, Südengland
- Isodontia nidulans Hensen, 1991 – Philippinen (Luzon)
- Isodontia nigella (F. Smith, 1856) – Ost- und Südostasien, Ostaustralien, Halbinsel Krim
- Isodontia nigelloides (Strand, 1915) – Sri Lanka
- Isodontia obscurella (F. Smith, 1856) – Tasmanien
- Isodontia ochroptera (Kohl, 1890) – Sulawesi
- Isodontia paludosa (Rossi, 1790) – Südeuropa, Kleinasien, Nordiran
- Isodontia papua Hensen, 1991 – Irian Jaya
- Isodontia paranensis (Berland, 1926) – Argentinien
- Isodontia pelopoeiformis (Dahlbom, 1845) – Neotropis (Süd- und Ostafrika)
- Isodontia pempuchi (Tsuneki, 1971) – Taiwan
- Isodontia permutans (R. Turner, 1912) – Indonesien (Papua)
- Isodontia petiolata (Drury, 1773) – Jamaika
- Isodontia philadelphica (Lepeletier de Saint Fargeau, 1845) – Nearktis
- Isodontia pilipes Hensen, 1991 – Sumatra
- Isodontia poeyi Pate, 1948 – Kuba
- Isodontia praslinia (Guérin-Méneville, 1831) – Neuirland, Timor
- Isodontia sepicola (F. Smith, 1859) – Aru-Inseln
- Isodontia severini (Kohl, 1898) – Südostasien
- Isodontia simoni (du Buysson, 1898) – Afrotropis
- Isodontia sonani (Yasumatsu, 1938) – Taiwan
- Isodontia splendidula (A. Costa, 1858) – Südeuropa, Kleinasien, Naher Osten
- Isodontia stanleyi (Kohl, 1890) – Afrotropis
- Isodontia vanlinhi Pham, 2016 – Vietnam
- Isodontia vidua (F. Smith, 1856) – Australien
- Isodontia visseri Willink, 1951 – Neotropis (Argentinien, Französisch-Guyana)

## Bilder

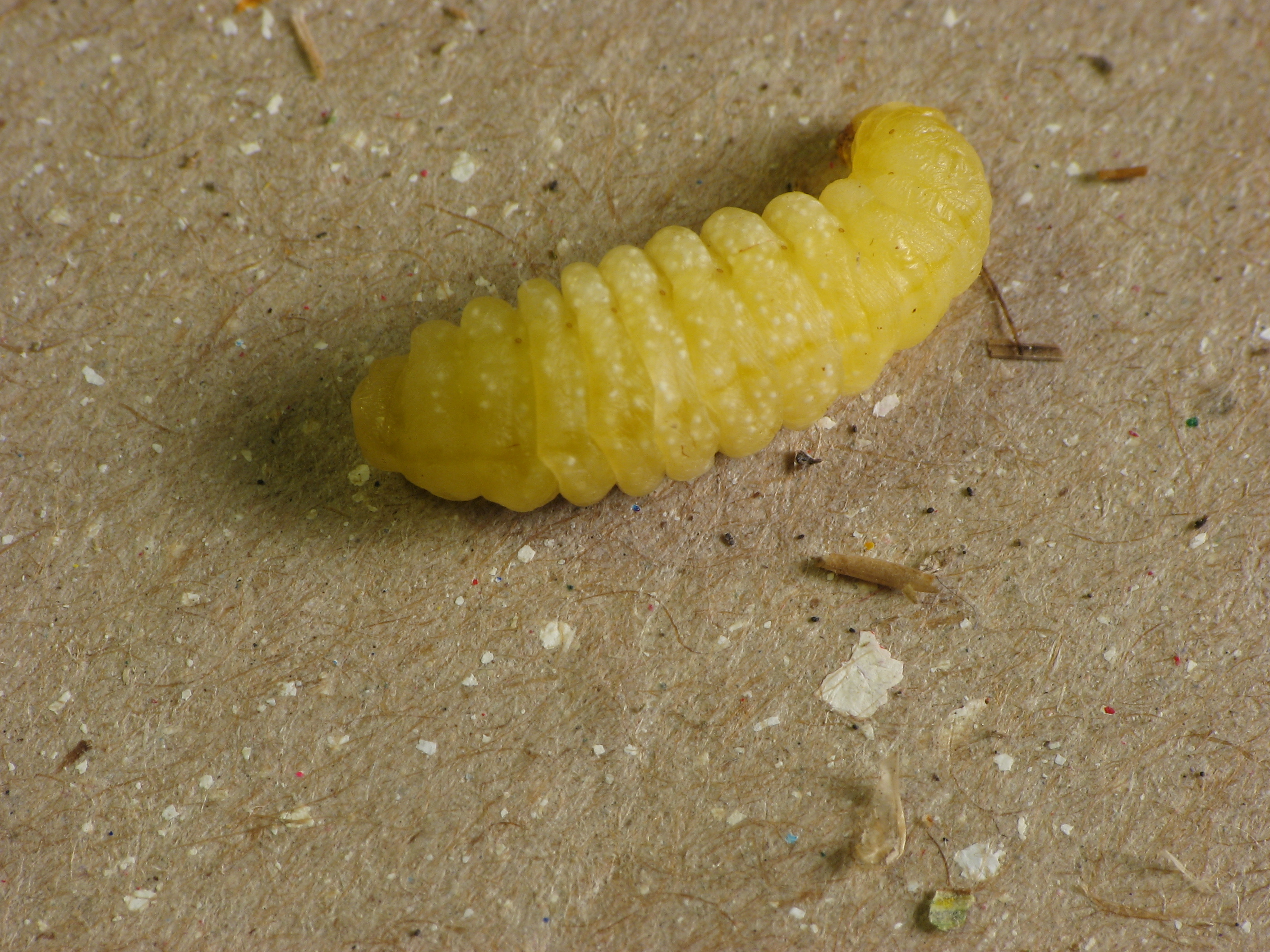
Isodontia-Larve aus Pennsylvania (USA)
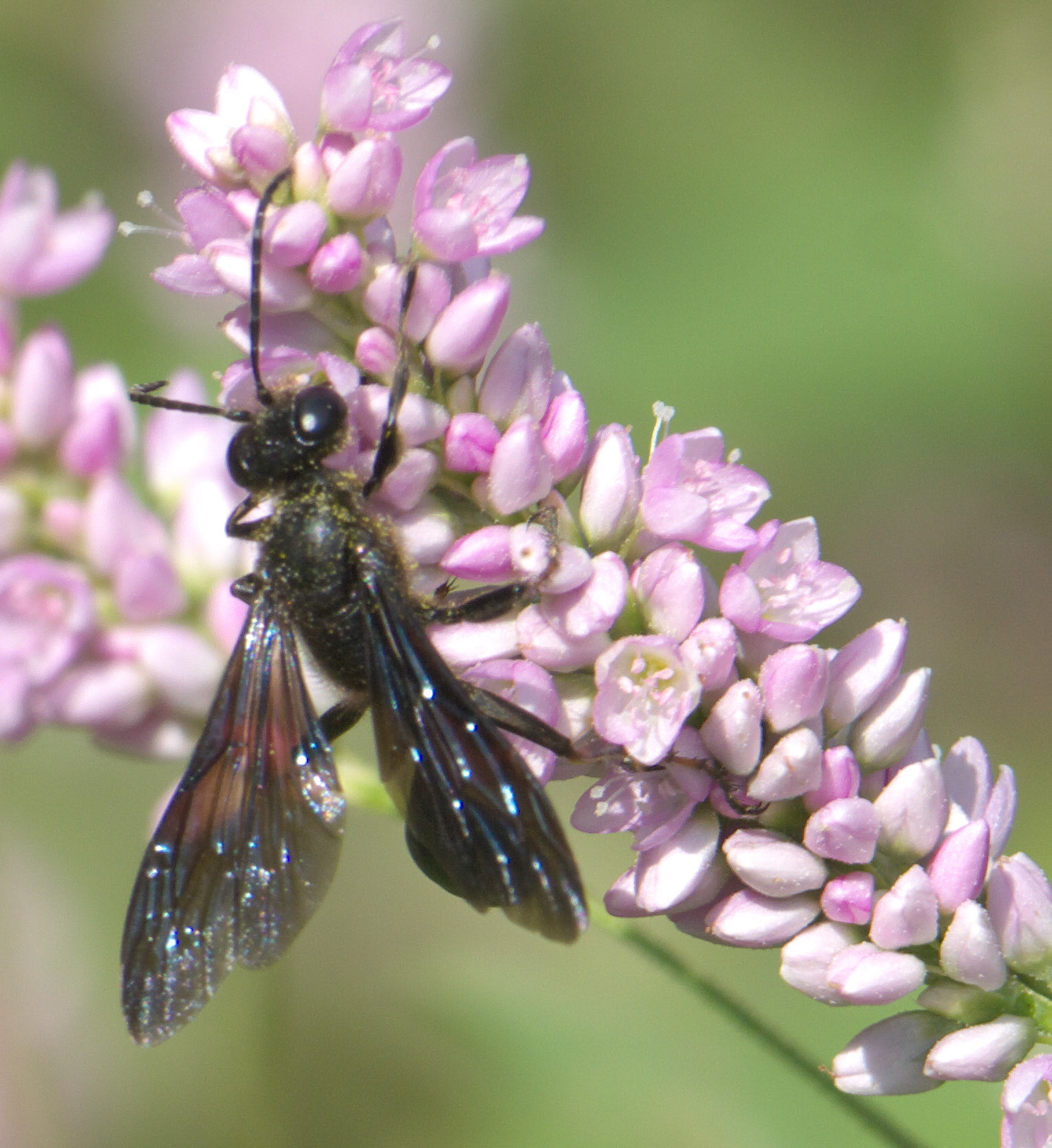
Isodontia auripes
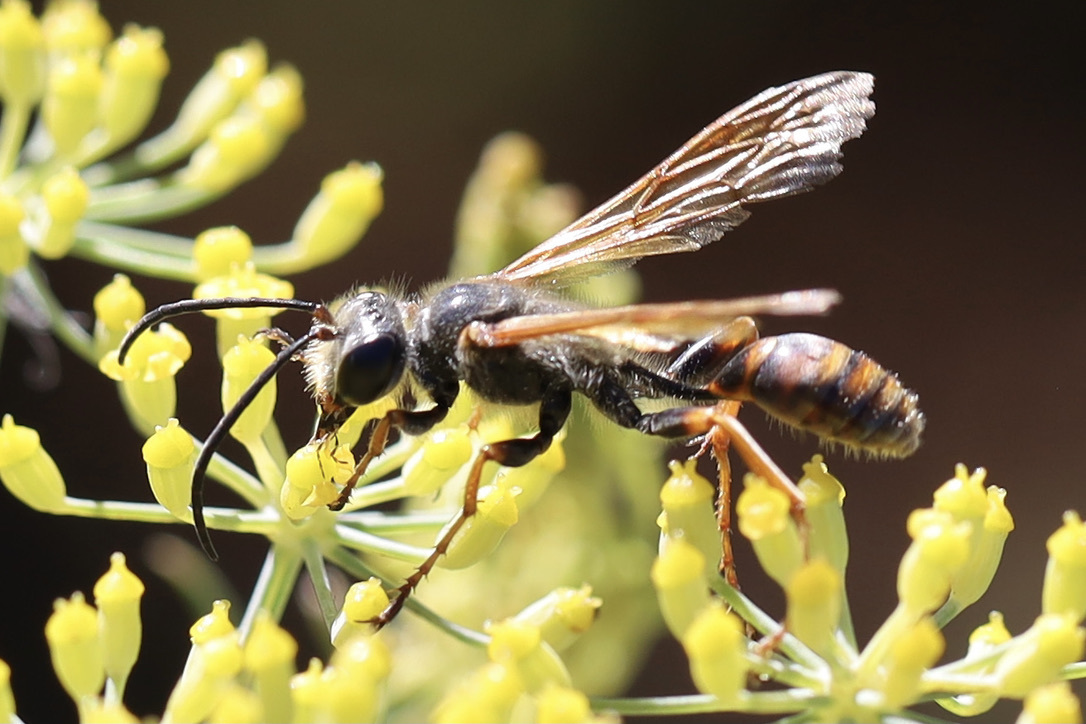
Isodontia elegans
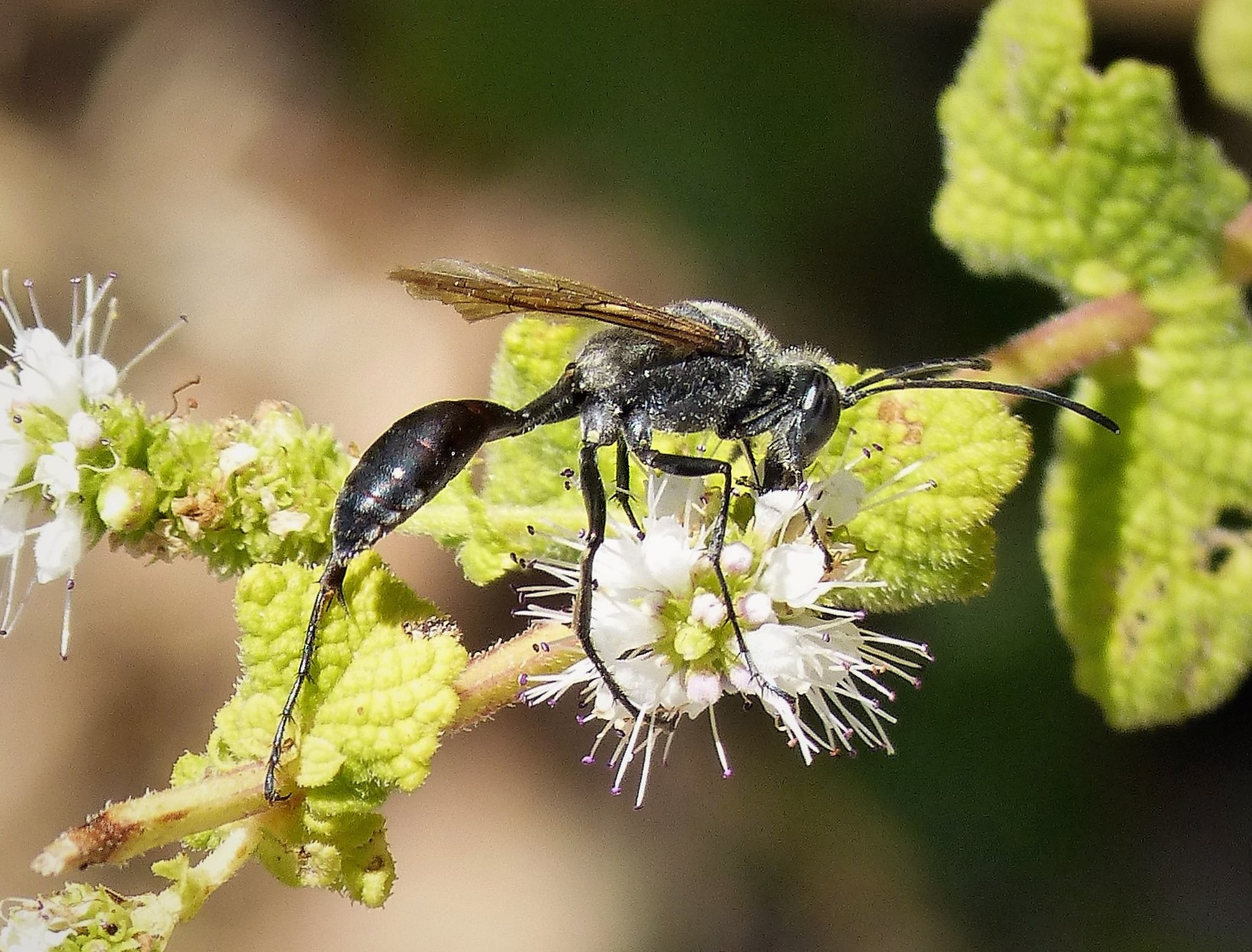
Isodontia paludosa
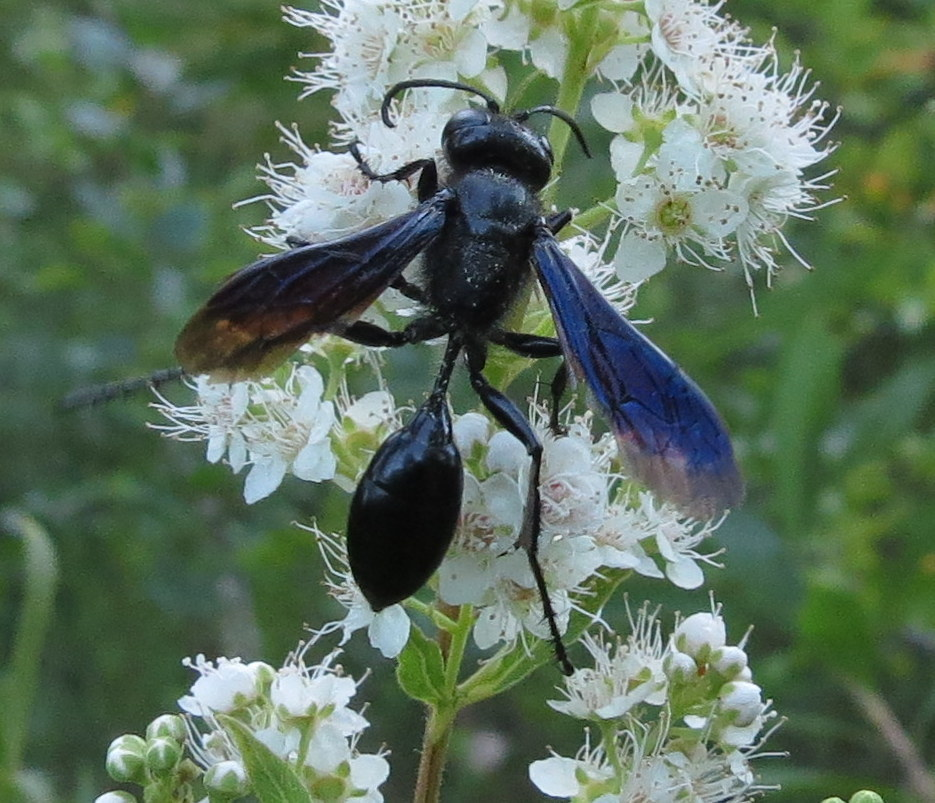
Isodontia philadelphica
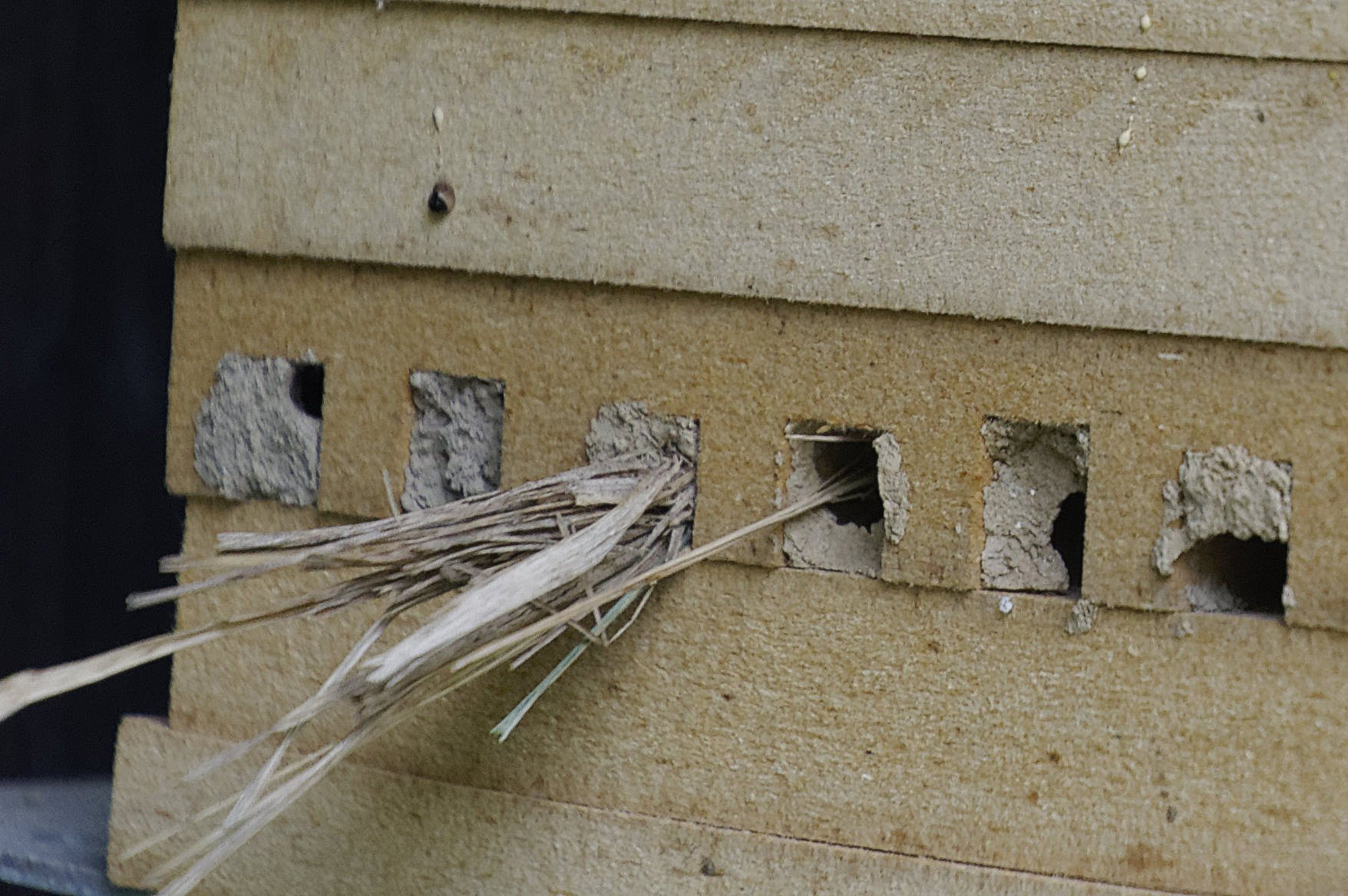
Nistverschluß von Isodontia mexicana